# Bosco Marengo
Bosco Marengo (piemontiul: Bòsch Marengh vagy Ël Bòsch, helyi nyelvjárásban: Ar̂ Bòsch) település Olaszországban, Piemont régióban, Alessandria megyében. Lakosainak száma 2204 fő (2023. január 1.). Bosco Marengo Alessandria, Basaluzzo, Casal Cermelli, Fresonara, Frugarolo, Novi Ligure, Pozzolo Formigaro, Predosa és Tortona községekkel határos.

## Népesség
A település népessége az elmúlt években az alábbi módon változott:
| Lakosok száma | 2422 | 2374 | 2204 |
|               | 2017 | 2018 | 2023 |